# 佐世保重工業
佐世保重工業株式会社（させぼじゅうこうぎょう）は、長崎県佐世保市に主要拠点を置く重工業を生業とする企業。名村造船所の完全子会社。
通称はSSK。設立当初の社名である佐世保船舶工業の頭文字である。

## 概要
佐世保市立神町一帯に造船工場や機械工場等が立地している。1946年（昭和21年）に旧日本海軍の佐世保海軍工廠の土地や設備を受け継ぐ形で設立された。
主な業種は船舶、艦艇の建造および改造、修理であるが、新造船事業は2022年（令和4年）1月限りで休止し、修繕・改修事業に特化した。佐世保市に基地を持つ海上自衛隊やアメリカ海軍の艦艇の補修、修理なども手がける。その他には船舶用機械製造、化学工業機械製造、鍛造品（舶用クランクシャフト等）製造などを行っている。
舶用クランクシャフトにおいては、トップシェアの神戸製鋼所には及ばないものの、国内における主要メーカーの一角を占めている。
敷地内の設備のうち、第4岸壁（通称:立神岸壁）にある250トンクレーンは1913年（大正2年）にイギリスから導入されたもので、現在も資機材の陸揚げや製品の船積みに使用されている。このクレーンはかつては戦艦「武蔵」の艤装工事にも使用された。第4ドックは「大和」「武蔵」の整備のために極秘裏に開削した海軍工廠第7ドックのことだが、竣工前の「武蔵」が一度使用しただけに終わった。このドックが活かされたのは終戦直後が最初で、航空母艦「隼鷹」「伊吹」「笠置」の3隻をすべて収納した上で解体した。さらに下って1962年（昭和37年）、出光興産から受注した13万トンタンカー「日章丸3世」の建造に用いられた。なお、第2ドックは米海軍および海上自衛隊の共同使用施設として提供されており、佐世保重工業が独自に商業的に使用することはできない。また、海軍工廠時代のレンガ造りの建造物が数多く現存しており、現在も工場の施設として使用されている。
その半面で、旧来の設備が多く、構内レイアウトも制約が多いことは、国内外の新しい造船所に比べて生産性・コスト競争力が劣ることにつながり、その改善は常に課題となってきた。また、度重なる合理化による人材流出・設備更新の遅れ等を背景として、2010年代後期には、海外船主発注船舶の高機能・高品質要求等への対応が困難となり、著しい納期遅延を来す等の混乱も生じた。
2010年（平成22年）までは橋梁等を製作する鉄構部門もあり、郊外の白岳地区に工場を置いていた。しかし、同年の鉄構事業からの撤退により、白岳工場は閉鎖・解体され、2012年（平成24年）に跡地をイオン九州へ売却した。現在、跡地は「イオン佐世保白岳ショッピングセンター」と「株式会社サニクリーン九州 佐世保営業所」となっている。
ベンチャー企業の西日本流体技研は同社よりスピンアウトした技術者集団であり、城下町「佐世保」よりわずか7名で独立した彼等の冒険は小説にもなった。

## 沿革
- 1946年（昭和21年） - 佐世保船舶工業株式会社設立[12]。旧海軍工廠の敷地と施設を借りて操業する[12]。
- 1956年（昭和31年）1月 - 第4ドックの返還を受ける[12]。大洋漁業と資本・業務提携[12]。大洋漁業の傘下に入る。
- 1961年（昭和36年）7月 - 佐世保重工業株式会社に社名変更[12]。
- 1962年（昭和37年）5月 - 国有財産第2次払い下げにより、借用中の施設は全て社有財産となる[12]。
- 1966年（昭和41年）8月 - 日本鋼管と資本・業務提携[12]。同社の傘下となる。
- 1968年（昭和43年）
  - 2月 - 第3ドックの払い下げを受ける[12]。
  - 8月 - 白岳地区に鉄構部門の工場を開設[12]。
- 1978年（昭和53年） - 来島どっくグループ傘下となる[13]（後述）。
  - 1980年代後期の来島どっくグループ解体後も、元グループトップの坪内寿夫個人は主要株主として留まる[14]。坪内は1999年（平成11年）12月に死去[13]。
- 2005年（平成17年）11月 - 舶用クランクシャフト等を製造する機械工場において、旧佐世保海軍工廠から承継した1939年（昭和14年）製の鍛造プレス機とマニピュレーターの使用を終了し、新しい2,500トン鍛造プレス機とマニピュレーターに置き換え[15]。
- 2010年（平成22年） - 鉄構事業廃止。白岳工場閉鎖。
- 2014年（平成26年）10月 - 名村造船所の完全子会社となる[16]（後述）。
- 2021年（令和3年）2月 - 2022年1月限りでの新造船事業の休止を発表（後述）。
- 2022年（令和4年）
  - 1月12日 - 休止前最後の新造船が竣工し、船主に引き渡し[2][17]。
  - 3月 - 名村造船所が佐世保重工業に対して有する債権105億円を普通株に振り替える金融支援を行った上で、佐世保重工業は増資後の資本金を1億円に減資[18][19]。これにより債務超過を解消[18][19]。
- 2024年（令和6年）7月 - GTTメンブレン方式LNGタンカーのライセンサーであるフランスのGTT（ガストランスポート&テクニガス）社から修繕ライセンスを取得[20]。日本国内唯一の修繕ライセンシーとなる[20]。

## 主要設備

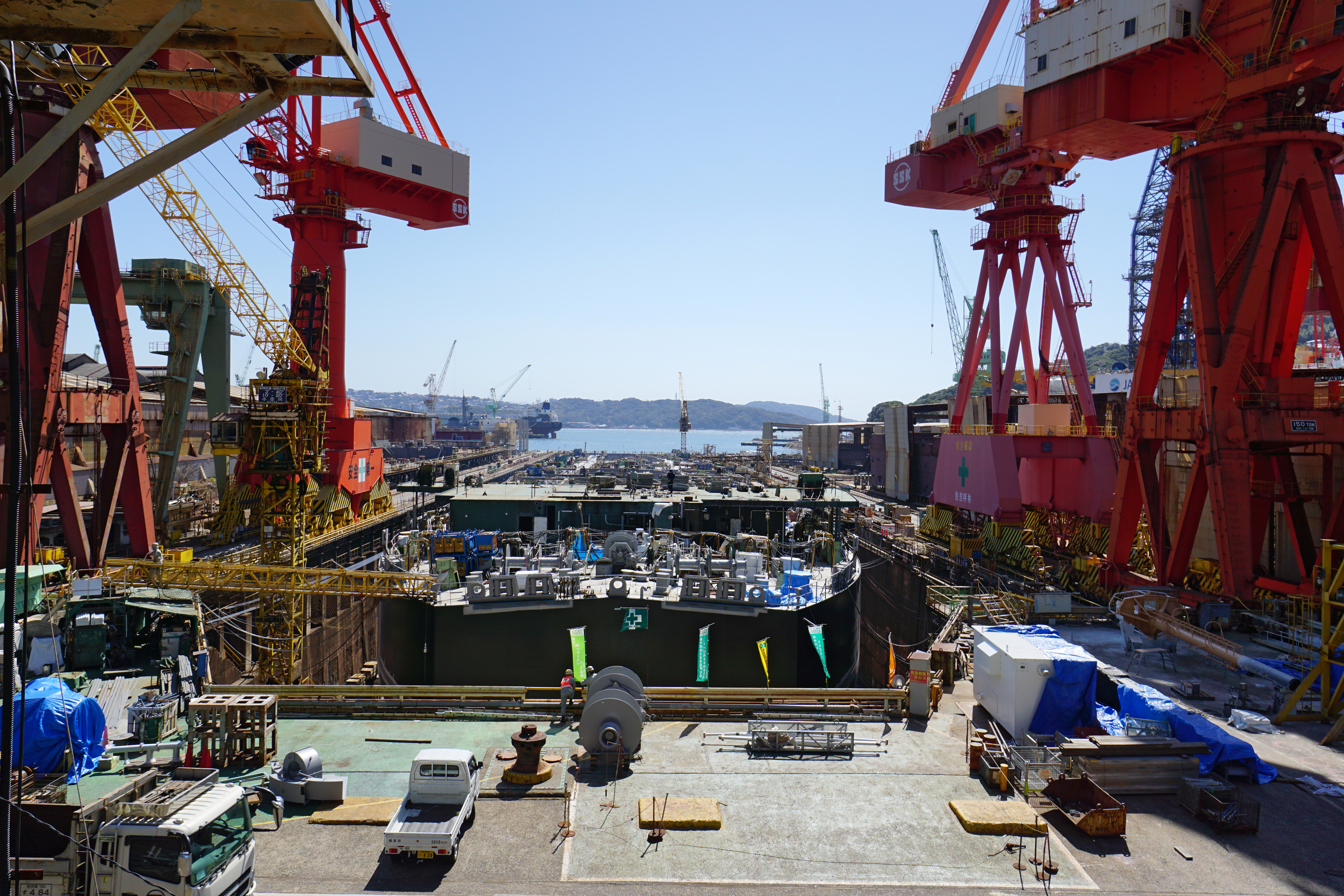
第4ドック（2020年3月）

佐世保重工業株式会社公式サイト掲載「会社概要 - 生産設備の概況」より（2024年9月2日閲覧）。
- 建造修繕兼用ドック 1基（第4ドック）（元・建造用ドック。新造船事業の休止に伴い、2022年（令和4年）11月までに修繕兼用に改修[21][22]）
- 修繕用ドック 4基（第1、第3、第5、第6ドック）
- 係船岸壁（艤装・修繕用） 総延長約1,210m（第3、第4・5、甲、蛇島西、蛇島南、赤崎岸壁）

立神係船池に面する東側の敷地に機械工場・鍛造工場・新組立工場等がある。第4ドックと第5ドックの間の敷地には船殻ブロック組立工場などが設けられていたが、新造船事業の休止と建屋の老朽化のため、2023年度（令和5年度）までに解体し更地化した。

## 主な製品
建造船の主体は大型商船で、1960年代にはVLCCを、1980年代の造船不況後はコンテナ船やRO-RO船を、1990年代後期以降はバルクキャリアやタンカーの大型案件を再び扱うようになった。海上自衛隊艦艇についても、輸送艦艇などの建造を行っている。新造船事業休止後も、修繕船事業の他、LNG運搬船の主機関換装等の改修事業への取組みも進めている。
機械工業部門においては、大型鍛造品や圧力容器などの製造を行っている。

### 商船
- タンカー
  - 新造船事業休止前の自社開発の最終タイプは11万5千トン型アフラマックスタンカー[26]。過去には、建造当時（1962年）世界最大の日章丸の建造も行った[27]他、1967年から1977年にかけてVLCCの連続建造を行った[16]。
- バルクキャリア
  - 1990年代後期以降は、7万-8万重量トン級中型バルクキャリアを主力として建造していた[1]。新造船事業休止前の自社開発の最終タイプは幅広浅喫水型85BC[28][29][30]。休止前の最終竣工船は、名村造船所と共同開発した82,000DWT型バルクキャリア[2][17][31]。
- その他の商船
  - 1980年代の造船不況後は、高付加価値船の建造に進出し、コンテナ船やRO-RO船、自動車兼冷蔵運搬船などを手掛けた他、自社で開発したBS-SASEBOセミメンブレン型LPG船・LEG（液化エチレン）船（セミメンブレン方式タンクはブリヂストン液化ガスの開発）の建造も行った[16][32]。

### 艦艇
- 試験艦
  - くりはま
- 輸送艦
  - あつみ型輸送艦（全艦）
  - ゆら型輸送艦（全艦）
- 輸送艇
  - 輸送艇1号型（全艇）
- 特務艇
  - 81号型特務艇（特務艇81号・特務艇82号・特務艇83号）
- 甲型駆潜艇
  - みずとり型駆潜艇（はつかり・うみどり・しらとり・ひよどり）

### 官公庁船
- 巡視船

### 機械工業品
- プロペラ軸
- 舶用クランクシャフト
- 中間軸
- ラダーストック
- 圧力容器（加圧式LPGタンカーのLPGタンク、陸上据付容器など）

## 佐世保市との関わり
佐世保市は基幹産業として佐世保重工業に大きく依存してきた。佐世保重工業の収益は佐世保市の歳入に大きく影響することから、後述する来島どっくによる再建策や原子力船「むつ」修理・改造受け入れなどを行政主導で推進している。
1959年（昭和34年）、佐世保市は初めて名誉市民表彰を行ったが、香港の海運会社「東方海外貨櫃航運公司」の董浩雲社長であった。長らく市制を執行した中田正輔や、佐世保市に縁がある代議士の北村徳太郎・山口喜久一郎を差し置いての授与である。昭和30年代序盤、倒産の危機にあった佐世保重工業に、董は大型貨物船「オリエンタル・ジャイアント」を発注した。オリエンタル・ジャイアントの受注によって、佐世保重工業は約束手形の発行を回避し、会社存続に成功した。この貢献により、佐世保市は董を最優先して名誉市民を授与したのである。
佐世保市初の共学私立高校である西海学園高等学校は、1925年（大正14年）の創立以来、「造船科」を設置していた。創立者の菅沼周次郎海軍退役少将は、佐世保海軍工廠の工員を養成することも建学の目的としていた。西海学園造船科が歴史を終えるのは、来島どっく傘下となった1980年（昭和55年）である。
佐世保重工業の雇用力は大きく、最盛期には通勤ルートのSSKバイパスが通勤者の車列で渋滞することもあった。近郊の人口も佐世保重工業の経営状態に大きく左右される。1958年（昭和33年）には市立琴平小学校の収容力が限界に達したため、市立御船小学校の新設が行われた。しかし、佐世保重工業の経営は悪化し、近郊の人口も減少に転じた。1994年（平成6年）、琴平小学校は閉校となり、御船小学校に統合されたうえ金比良小学校へと改名した。

## 来島どっくグループによる再建
オイルショックにより大型船の受注が途絶え、佐世保重工業の経営は破綻寸前まで追い詰められた。このため当時の辻一三・佐世保市長は国に救済策を要求、福田赳夫首相・永野重雄日商会頭やメインバンクの日本興業銀行池浦喜三郎頭取の要請で坪内寿夫が率いる来島どっくグループに経営再建が委ねられた。
徹底したコスト管理や課制の廃止・ボーナス凍結など坪内の経営再建策は労働現場の波紋を呼び、労使協調路線を取っていた労働組合ですら不当労働行為を訴えるまで反発した。更に来島どっくグループ入りの経緯や1978年（昭和53年） - 1982年（昭和57年）に実施した原子力船むつの原子炉の遮へい改修工事 など時として政治的な工作を弄するなど、政業癒着として批判されることも多く、桜田武は「一企業を政治的な工作で再建するなど発展途上国の政商のすること」とまで言い切った。
一方で佐世保重工業の来島グループ入り前後の模様を描いた「太陽を、つかむ男」（角川書店、後に「小説 会社再建」と改題され集英社文庫に収録）を著した高杉良が指摘する様に、
- 来島グループによる救済が行われなかった場合、佐世保重工業は手形の決済資金を調達できず、間違いなく倒産していた。
- 来島グループ入り以前は労働組合が管理職の人事にまで介入するなど、会社側と労働組合の関係は労使協調というレベルを大きく超えて癒着といえる域に達しており、坪内は関係を正常なものに戻そうとしていたに過ぎない。
  - さらに高杉は、労働組合の上部団体である造船重機労連側では「労連に加盟する他の造船会社の組合にとっては、労組と会社側の対立が続いた結果佐世保重工業がつぶれてくれた方が、佐世保重工業が請けていた仕事が回ってくる分自分達のプラスになる」との思惑から労組側支援に回ったとも指摘している。
- リストラや給与カット・ボーナス凍結の一方で、坪内は個人で従業員向けの低利融資を行うなど（当初は無利子融資も検討していたが、税務処理上贈与とみなされる可能性があるため、最終的に低利融資となった）、それなりの生活支援策も用意していた。

という一面もあり、坪内を一方的に批判することはできないという意見も多い。何はともあれ、一企業に支えられた地域経済の脆弱性が露となった事件であった。
その後1984年（昭和59年）には復配を果たすなど、来島グループ傘下で経営再建を果たした佐世保重工業だったが、1986年（昭和61年）からの円高不況で来島どっくグループ本体も経営不振に陥り、佐世保重工業は同グループを離脱した。

## 助成金不正受給事件
2002年（平成14年）3月、下請業者から起こされた民事訴訟の過程で、佐世保重工業が下請業者から出向者を受け入れたように見せかけて国の「中高年労働移動支援特別助成金」を不正に受給していたとの疑惑が浮上。当時の姫野有文社長はすぐに疑惑を全面否定したが、新たな疑惑が次々と報道されたため、否定会見から10日後の3月12日に一転して「会社ぐるみの不正だった」と認めた。4月には経営陣が一新された。
その後も佐世保重工業が様々な補助金を不正受給していた疑惑が浮上し、長崎県警も強制捜査に着手。6月、訓練給付金をだまし取ったとして姫野前社長ら7人が詐欺容疑で逮捕された。一審では、姫野前社長らが99～00年度に512人分、計約3億7700万円を不正に受給したと認定され、有罪判決を受けた。
一方、疑惑の発端となった中高年労働移動支援特別助成金の不正受給問題では、手続き上、給付申請したのが下請け業者であったため、被害者にあたる独立行政法人雇用・能力開発機構は2005年（平成17年）2月、下請け11社に総額約6億7000円の返還を求めて提訴した。下請け業者側は「姫野前社長の指示にやむなく従っただけ」として佐世保重工業に補償を求めているが、2006年（平成18年）末段階で問題は解決していない。

## リーマンショック前夜の堅実経営路線
2008年（平成20年）当時、韓国が世界最大の造船国になっており日本は2位、3位が中国で、受注残では日本は中国に追い抜かれており、中国では造船所ができる前から受注して、頭金を造船所建設の資金に充てるほどの拡大路線を取っていたが、「週刊エコノミスト」（2008年12月2日号）の取材に対し、社長の森島英一は、拡大路線は取らないと言明した。

## 名村造船所による完全子会社化
2014年（平成26年）5月23日、名村造船所は佐世保重工業を株式交換方式で完全子会社化すると発表した。竣工量ベースでは今治造船、ジャパン マリンユナイテッドに次いで国内造船業界3位となる。10月1日に株式交換が行われ、佐世保重工業は名村造船所の完全子会社となり、9月26日付で上場は廃止された。

## 新造船事業の休止
佐世保重工業の新造船事業は、国内外の新鋭造船所に比較してコスト競争力が大きく劣り、その改善が急務であった。2020年（令和2年）4月からは、親会社の名村造船所の支援により、新造船の船体平行部ブロックの製作を、コスト競争力の高い同社伊万里事業所へ委託することとするなど、同事業所との運営一体化を進め、競争力の強化を図っていた。
しかしながら、2010年代以降の中国・韓国系造船企業の攻勢激化、世界的な船舶過剰等に加え、2020年には、新型コロナウィルス感染症まん延による世界的な経済活動の低迷から、新造船発注量・船価とも大幅に下落するなど事業環境が急速に悪化し、佐世保重工業の新造船事業のコスト競争力を短期的に改善させることは困難な状況に至った。このため佐世保重工業は、2021年（令和3年）2月12日に、新造船事業を2022年1月で休止することを発表した。
佐世保重工業は、以後は海上自衛隊・在日米海軍の艦艇やLNG運搬船等の特殊船の修繕事業と、船舶用機械・部品等の機械工業品の製造事業を経営の中心とするとしている。また、親会社の名村造船所は、新造船事業休止後の佐世保重工業について、今後グループで建造するLNG燃料船等の新燃料適合船の艤装等に補完的に活用していく考えを示した。
2022年（令和4年）1月12日、休止前最後の新造船が竣工し、船主に引き渡された。